# Manuel de Deus Machado
Manuel de Deus Machado foi um político brasileiro.
Foi presidente da província de Sergipe quatro vezes, de 2 de novembro de 1826 a 20 de fevereiro de 1828, de 1 de abril a 13 de julho de 1828, de 11 de agosto de 1830 a 16 de janeiro de 1831, e de 4 de abril a 4 de maio de 1831.